# Bateria de zinc-aire
Les bateries o piles de zinc–aire (no recarregables; IEC codis: A, P, i zinc–aire "fuel cells" (mecànicament recarregables) són bateries metall-aire que funcionen per oxidació del zinc amb l'oxigen de l'aire. Aquestes bateries tenen alta densitat d'energia i són relativament econòmiques de produir. La seva mida va des d'una petita pila de botó a grans bateries usades en càmeres fotogràfiques i les bateries d'automòbil elèctric.

Animació de la cel·la zinc-aire

Durant la descàrrega, una massa de partícules de zinc forma un ànode porós, que està saturat amb un electròlit. L'oxigen de l'aire reacciona al càtode i forma els ions hidroxil que migren a la pasta de zinc i formen zincat (Zn(OH)2−
4), alliberant els electrons per viatjar al càtode. El zincat es descompon en òxid de zinc i l'aigua torna a l'electròlit. L'aigua i el hidroxil des de l'ànode són reciclats al càtode, de manera que l'aigua no es consumeix. Les reaccions produeixen un teòric de 1,65 volts, però això es redueix a 1,35-1,4 V en les cel·les disponibles.
Les bateries de zinc-aire tenen algunes propietats de les piles de combustible, així com de les bateries: el zinc és el combustible, la velocitat de reacció es pot controlar variant el flux d'aire i la pasta oxidada de zinc/electròlit es pot reemplaçar amb pasta fresca.
Les piles de zinc poden ser usades per reemplaçar les bateries de mercuri (1,3 V), encara que amb una vida operativa significativament més curta, que durant els anys 70 fins a 1980 es feien servir comunament en càmeres fotogràfiques.
Les possibles aplicacions futures d'aquesta bateria inclouen el seu desplegament com a bateria de vehicles elèctrics i com a sistema d'emmagatzematge d'energia a escala d'utilitat.

## Història
L'efecte de l'oxigen es va conèixer a principis del segle xix quan la bateria Leclanche absorbeix l'oxigen atmosfèric en el col·lector de càtode de carboni. El 1878, es va trobar un elèctrode d'aire carboni platinitzat porós, així com el diòxid de manganès de la cèl·lula Leclanche. Els productes comercials van començar a fer-se en aquest principi el 1932 quan George W. Heise i Erwin A. Schumacher de la National Carbon Company van construir cel·les,
tractant els elèctrodes de carboni amb cera per evitar inundacions. Aquest tipus encara s'utilitza per a cel·les de zinc-aire grosses per als ajuts a la navegació i transport ferroviari. No obstant això, la capacitat actual és baixa i les cel·les són voluminoses.
Les grans cel·les zinc-aire primàries com el tipus de carboni-aire de Thomas A. Edison es van utilitzar per a senyalització ferroviària, llocs de comunicació remota i boies de navegació. Aquestes aplicacions eren de llarga durada i de baix nivell. El desenvolupament dels primers elèctrodes basats en la recerca de cèl·lules de combustible als anys setanta va permetre l'aplicació de petits botons i cèl·lules primàries prismàtiques per a audiòfons, buscadors i dispositius mèdics, especialment cardíacs telemetria.
Les primeres bateries de zinc recarregables van ser fabricades el 1996 per un innovador eslovè, Miro Zorič. Es van desenvolupar per alimentar vehicles utilitzant els primers trens d'accionament AC, també desenvolupats pel Sr. Zorič. Els primers vehicles a les carreteres en utilitzar les bateries de zinc-aire eren petits i mitjans autobusos a Singapur, on el Sr. Zorič dirigí el programa nacional d'electrificació a la Universitat Politècnica de Singapur, durant la seva entrada en transferència de tecnologia. La línia de muntatge de producció massiva de les bateries de zinc-aire es va posar en marxa el 1997. Les cel·les ofereixen una densitat d'energia molt més alta i una relació específica d'energia (i pes), en comparació amb les bateries estàndard d'àcid de plom
.